# Lepidopilum ovalifolium
Lepidopilum ovalifolium är en bladmossart som beskrevs av Brotherus 1895. Lepidopilum ovalifolium ingår i släktet Lepidopilum och familjen Daltoniaceae. Inga underarter finns listade i Catalogue of Life.